# Корпоративизм
Корпоративи́зм (от лат. corpus — тело, иногда встречается корпорати́зм — калька с англ. corporatism) — идеология, согласно которой элементарными ячейками общества являются определённые социальные группы, а не отдельные лица.
В настоящее время теория корпоративизма стала частью идеологии христианской демократии. Изначально внимание корпоративизма фокусировалось преимущественно на общественных организациях, объединяющих представителей работников и собственников частных предприятий из определённого сектора экономики для координации действий в этом секторе и разрешения конфликтов. Таким образом, понятие «корпорация» здесь используется не в значении «акционерное общество», а в более широком смысле как объединение физических лиц по профессиональному признаку.
Создатели доктрины корпоративизма рассматривали его как «золотую середину» между изжившим себя сословным обществом и прямой представительной демократией, которая, с их точки зрения, несла опасность вырождения в охлократию и хаос.
Одна из трактовок корпоративизма получила поддержку в правительстве Муссолини и стала элементом официальной доктрины фашизма, что после окончания Второй мировой войны привело к дискредитации термина. В послевоенные годы христиано-демократы предпочитали вместо «корпоративизма» использовать более общий термин «солидаризм».
В современной политологии и социологии корпоративизм является предметом изучения при описании взаимодействия разных групп интересов и государства наряду с плюрализмом и синдикализмом. Иногда для обозначения процесса переговоров между частным бизнесом, профсоюзными организациями и государством в условиях рыночной экономики используется термин «неокорпоративизм».
Государственный корпоративизм обозначает практику государственного регулирования частных и общественных организаций с целью учреждения государства как источника их легитимности и участия чиновников в их управлении.
В то же время в ряде языков получило распространение значение слова «корпоративизм» как крайний лоббизм государственных органов власти со стороны крупного бизнеса за счёт народа. Такое толкование созвучно понятиям «корпоратократия» и «плутократия».

## Католическое социальное учение
Корпоративизм был предложен как альтернатива индивидуализму и классовой борьбе папой римским Львом XIII в 1891 году. В своём обращении «Rerum Novarum» Лев XIII указывал на взаимную зависимость различных секторов общества и призывал к классовому содействию для сглаживания конфликтов. Эта теория социальной организации способствовала возникновению множества католических профсоюзов, которые в отличие от социалистических профсоюзов относительно редко прибегали к забастовкам. Более поздние энциклики глав Римско-католической церкви внесли уточнения в концепцию, и в «Quadragesimo Anno» (1931), папа римский Пий XI призывал к утверждению корпоративизма в форме, которая отчасти противопоставлялась профсоюзам.
Прежде всего, корпоративизм исходит из потребности в самореализации каждого человека как члена общества, что относится главным образом к естественным и элементарным социальным институтам, таким как семья, церковный приход, микрорайон, волонтёрская организация или профессиональное сообщество. Кроме того, зависимость различных классов, групп и людей друг от друга означает необходимость координации их действий, уважения интересов других и готовности проявить уступчивость. Отсюда демохристиане делают вывод о важности общественных организаций, которые соединяют людей одной профессии или сектора экономики и в которые входят представители как собственников и управляющих частных предприятий, так и наёмных работников. Хотя такое единение часто провозглашается под лозунгами братства и солидарности, корпоративизм по своей сути не является национализмом. Прообразом идеи служат традиции средневековых гильдий и синдикализм.
После Второй мировой войны в католическую социальную доктрину были внесены коррективы. Концепция корпоративизма была приведена в соответствие с персонализмом и принципом субсидиарности. Согласно новой трактовке, все социальные институты, включая корпоративные объединения и государство, существуют для человека. Объём властных полномочий корпоративных союзов определяется их способностью решать возложенные на них задачи без помощи государства и неспособностью отдельных лиц решить эти задачи самостоятельно. Особо подчёркивается, что корпорации не должны становиться инструментами для государственного контроля над обществом. Для реализации этой теории в Италии был создан Национальный совет экономики и труда.
Идею корпоративизма поддерживают не только христианские демократы. В частности, на корпоративизм ориентировались многие белоэмигрантские организации за рубежом (например, НТС).

## Фашистский корпоративизм
Корпоративизм получил широкую поддержку в довоенной Европе, чему способствовали Великая депрессия, разочарование в классическом либерализме и антикоммунизм. Однако те же причины привели к усилению влияния сторонников авторитаризма и росту фашизма. В результате, в ряде стран корпоративизм слился с крайним государственным национализмом и в такой форме стал частью фашистской доктрины. Его особенностью было навязывание корпоратистской культуры силой.
Фактически диктаторский корпоративизм являлся политическим ответом фашизма социалистическим движениям — большевизму и социал-демократии. Признавая, подобно социалистам, необходимость концентрации ресурсов в руках государства для проведения быстрой экономической модернизации, сторонники корпоративизма в то же время пропагандировали единство всех классов в рамках нации и считали разрушительными для государства широкие социальные уступки и «смешение» социальных слоёв, противопоставляя им принципы элиты и важности «каждого на своём месте», то есть в своей профессиональной касте. Социальным реформам, проводившимся в странах, возглавлявшихся сторонниками большевизма или социал-демократии, сторонники корпоративизма противопоставляли власть «корпораций» (камер) — неизбираемых органов, представляющих различные отрасли промышленности и сельского хозяйства, которые должны были заменить собой профсоюзы. Невыборный характер этих органов подчёркивался как достоинство по сравнению с демократией и связанной с ней борьбой политических партий, так как это якобы препятствовало единению нации.
Диктаторский корпоративизм был более или менее успешно реализован лишь в государствах, где совсем незадолго до того исчезла либо переживала серьёзный кризис монархия, то есть, уже не могла быть реализована монархическая власть, однако вся государственная система была приспособлена именно под авторитарный режим, и политическая элита стремилась к сохранению этого режима хотя бы по форме, если не по сути. Поэтому практически во всех «корпоративных» государствах был установлен режим «вождя» (Энгельберт Дольфус в Австрии, Бенито Муссолини в Италии, Антониу ди Салазар в Португалии, Франсиско Франко в Испании, Карлис Улманис в Латвии и др.) либо «короля — объединителя нации» (Александр I Карагеоргиевич в Югославии, Кароль II в Румынии). Последним реликтом диктаторского корпоративизма в Европе был режим «чёрных полковников» в Греции. Принципы, подобные корпоративизму, нередко используют в своих доктринах латиноамериканские хунты или диктаторы-популисты (в частности, аргентинская хунта Хорхе Рафаэля Виделы и др. конца 1970-начала 1980 гг.).

## Государственный корпоративизм
В контексте исследований авторитаризма и современной автократии корпоративизм используется для обозначения процесса использования официально разрешённых общественных организаций для ограничения участия народа в политическом процессе и подавления власти гражданского общества. Перечень таких организаций может включать объединения предпринимателей, профсоюзы, религиозные общества, правозащитные организации и т. д. Как правило, государство устанавливает жёсткие условия на выдачу лицензий этим организациям, что уменьшает их количество, позволяет государству контролировать их деятельность и стимулирует надзор организаций над своими членами.
Термин «корпоративное государство» иногда используется для описания эволюции России при президенте В. В. Путине: в положительном смысле и в отрицательном. Основной акцент здесь делается на высокой роли «силовиков» в органах власти и бизнесе. Подобная классификация также вызывает критику.

## Корпоративизм в политологии
В политической науке корпоративизм трактуется как один из типов системной организации групп интересов. По мнению Габриэля Алмонда, корпоративизм (или «демократическая корпоративистская система групп интересов») противополагается «плюралистической» и «управляемой» системам. При этом корпоративизм характеризуется следующими признаками:
- каждый социальный интерес обычно представлен единой головной ассоциацией
- членство в такой ассоциации часто является обязательным и почти всеобщим
- головные ассоциации имеют централизованную структуру и направляют действия своих членов
- во многих случаях группы интересов систематически участвуют в выработке и осуществлении политического курса государства

## Критика
Либеральные критики корпоративизма утверждают, что система стимулирует создание картелей. Снижение конкуренции может привести к чрезмерной концентрации власти в руках невыборных органов, что поставит под угрозу свободу личности и либеральную демократию в целом. На практике во Второй мировой войне партизаны-демохристиане внесли вклад в разгром нацизма, фашизма и правого корпоративизма, а в послевоенной Италии и ФРГ, где христианские демократы были у власти на протяжении длительного периода, они, несмотря на связи с мафией и корпорациями, не помешали развитию демократии.
«Корпорация, по определению, — это сообщество равных», — подчеркивает сторонник научного корпоративизма профессор-медиевист Павел Юрьевич Уваров. — «Есть корпорация в средневековом смысле этого слова, сообщество равных, основанное на взаимной присяге, существующее для поддержки друг друга, для сохранения памяти друг о друге — очень важная функция…» В то же время Уваров отмечал: «Нельзя вообще увлекаться корпоративизмом. Он ведь имеет оборотную сторону. Это замыкание в себе, это неприятие каких-то новых лиц, иногда настороженное, враждебное отношение к каким-то новациям, к людям, которые приходят извне. Всё как в средневековой корпорации в целом».